# Dasychira aurifera
Dasychira aurifera är en fjärilsart som beskrevs av Scriba 1919. Dasychira aurifera ingår i släktet Dasychira och familjen tofsspinnare. Inga underarter finns listade i Catalogue of Life.